# Олссон, Кеннет
Ларс Кеннет Олссон (швед. Lars Kenneth Ohlsson; род. 7 сентября 1948, Стокгольм) — шведский футболист, полузащитник.

## Клубная карьера
В 1966 году Олссон дебютировал на профессиональном уровне. Вскоре он стал игроком основного состав, а «Хаммарбю» в том же году получил повышение. Он дебютировал в Аллсвенскане в 1967 году, сыграв во всех матчах чемпионата, кроме трех, на протяжении всей кампании, но «Хаммарбю» оказался в конце таблицы.
В 1969 году Олссон забил 12 голов за «Хаммарбю», из них в двух успешных матчах квалификации Аллсвенскана против «Сандокернса» и «Хельсингборга». Олссон вернулся в высший дивизион с «Хаммарбю» в 1970 году, где он выступал до конца своей карьеры. «Хаммарбю» неожиданно занял 5-е место в таблице в том же году, поскольку Олссон перешёл с позиции нападающего на позицию центрального полузащитника.
Он добился лучшего в карьере результата в 13 голов в 1976 году. Год спустя, в 1977 году «Хаммарбю» дошёл до финала главного кубка страны, но команда проиграла клубу «Остерс ИФ».
В 1980 году «Хаммарбю» финишировал 6-м в Аллсвенскане, что стало их лучшим результатом за десять лет.
Олссон решил уйти из футбола 2 ноября 1983 года в возрасте 35 лет.
Олссону принадлежит клубный рекорд — 396 матчей в чемпионате «Хаммарбю», в которых он забил 83 гола. В 2004 году он был признан третьим по значимости игроком «Хаммарбю» за всю его историю, а в 2016 году стал первым почетным членом футбольной секции «Hammarby IF».
После завершения карьеры футболиста вёл тренерскую деятельность в клубах «Хаммарбю», «Броммапойкарна», «Ассириска Фёренинген» и «Реймерсхольмс».

## Карьера в сборной
В 1978 году провёл свой единственный матч в составе сборной Швеции.